# Mora (justiça)
Mora é o atraso no pagamento de uma dívida. Segundo o Código Civil brasileiro, "considera-se em mora o devedor que não efetuar o pagamento, e o credor que não quiser recebê-lo, no tempo, lugar e forma que a lei ou a convenção estabelecer." Para o Código Civil português, "o devedor considera-se constituído em mora quando, porque lhe seja imputável, a prestação, ainda possível, não foi efectuada no tempo devido."
Mora é, pois, mais do que simples retardamento, visto que o Código Civil brasileiro considerada como mora o cumprimento da obrigação fora do lugar e de forma diversa da ajustada, podendo sê-lo proveitosamente para o credor. É, portanto, o cumprimento defeituoso da obrigação quanto ao tempo, lugar ou forma previamente convencionados.